# Saneamento sustentável

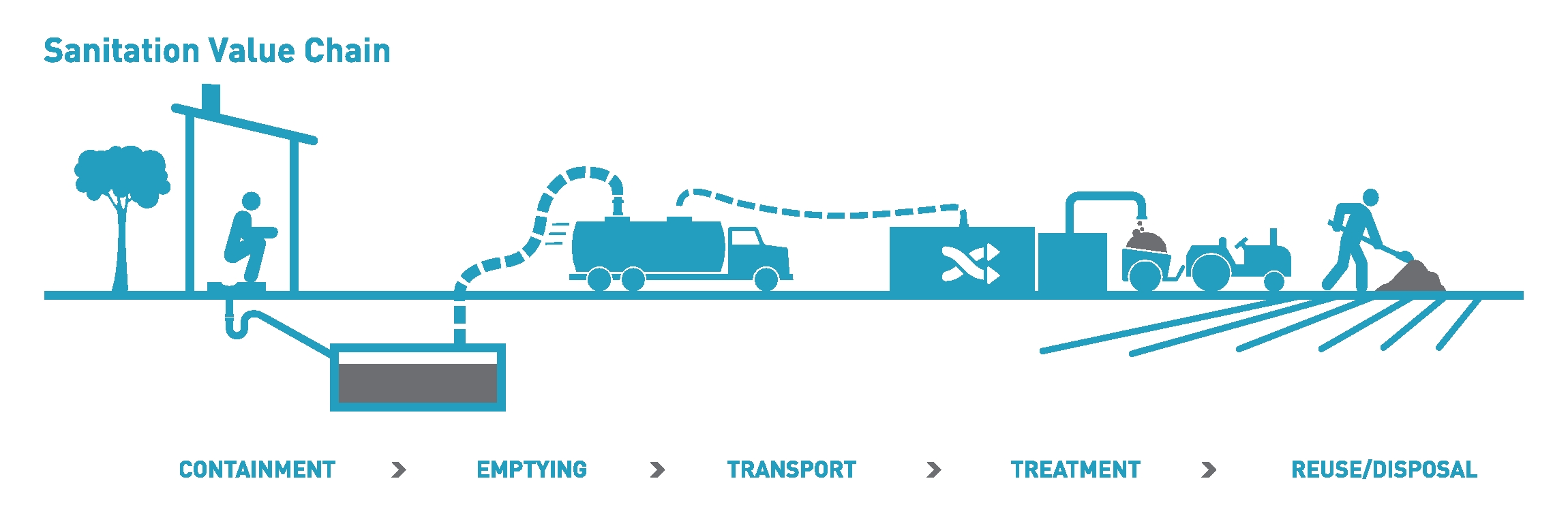
As abordagens sustentáveis ao saneamento têm em consideração a "cadeia de valor do saneamento", a qual inclui a recolha, o esvaziamento, o transporte, o tratamento e a reutilização ou disposição final dos produtos de saneamento.

O Saneamento sustentável é um tipo de saneamento com preocupações ao nível da sustentabilidade nas suas diversas dimensões. De acordo com a rede de organisações "Sustainable Sanitation Alliance", um sistema de saneamento sustentável deve satisfazer os seguintes cinco critérios: 1) ser economicamente viável; 2) socialmente aceitável; 3) tecnicamente apropriado; 4) institucionalmente adequado; e 5) deve ainda proteger o meio ambiente e os recursos naturais.
O objectivo do saneamento sustentável, tal como do saneamento de uma forma geral, é proteger e promover a saúde humana, fornecendo um ambiente limpo que reduz a transmissão de doenças, nomeadamente através da rota fecal-oral. O saneamento sustentável, definido desta forma, pode ou não considerar a reutilização do excreta. 
Esta abordagem ao saneamento pressupõe que se considere toda a cadeia de valor do saneamento em vez de incluir apenas a componente de recolha, isto é, a latrina/sanita. A experiência para o utilizador, bem como os métodos de recolha, transporte, tratamento, e reutilização ou disposição final dos resíduos de saneamento devem também ser devidamente acautelados.